# Indoclausia
Indoclausia is een geslacht van eenoogkreeftjes uit de familie van de Clausiidae. 
De wetenschappelijke naam van het geslacht is voor het eerst geldig gepubliceerd in 1974 door Sebastian & Pillai.

## Soorten
- Indoclausia bacescui Sebastian & Pillai, 1974